# 勝湖里集中營
勝湖里集中營是朝鮮容納政治犯的勞改集中營之一。其位于今日黃海北道胜湖区域貨泉洞（原属平壤直轄市管轄），距離平壤市中心約有70公里。该集中营编号为26，隶属于国家安全保卫部管辖。今已被关闭。
相對於其它朝鮮集中營，朝鮮人們對勝湖里集中營知之甚少。该集中营的囚犯被朝鮮政府认为是“不可救药”的，很難會被释放。根據脱北者姜哲焕的描述，該集中營是“一去不復返”的。胜湖里集中营的生活状况极为糟糕，進去之後不會被釋放，是朝鮮人最為害怕的監獄之一，與朝鮮另一個終身勞改集中營化城強制收容所同樣恐怖。
姜哲焕的祖父便被以反革命罪关入该集中营。姜哲焕在耀德集中营期间，曾遇到过一个从胜湖里转到耀德的囚犯。根据该囚犯的说法，胜湖里的囚犯都被派去挖矿。传闻朝鲜裔歌唱家金永吉於1960年代自日本返回北韓後不久被冠上間諜罪，投進勝湖里集中營並死於營內。
很難確認勝湖里集中營所在的具体位置，僅有人造衛星拍得圖片顯示的類似建筑可作為依據。现时已经消失。

## 資料來源
1. ↑  .   [2009-07-09]. （原始内容存档于2003-10-28）.